# بونیترولول
بونیترولول (انگلیسی: Bunitrolol) یک آنتاگونیست گیرنده بتا آدرنرژیک است.